# Lichinella stipatula
Lichinella stipatula är en lavart som beskrevs av Nyl. Lichinella stipatula ingår i släktet Lichinella och familjen Lichinaceae.   Inga underarter finns listade i Catalogue of Life.